# Västra Götalands län

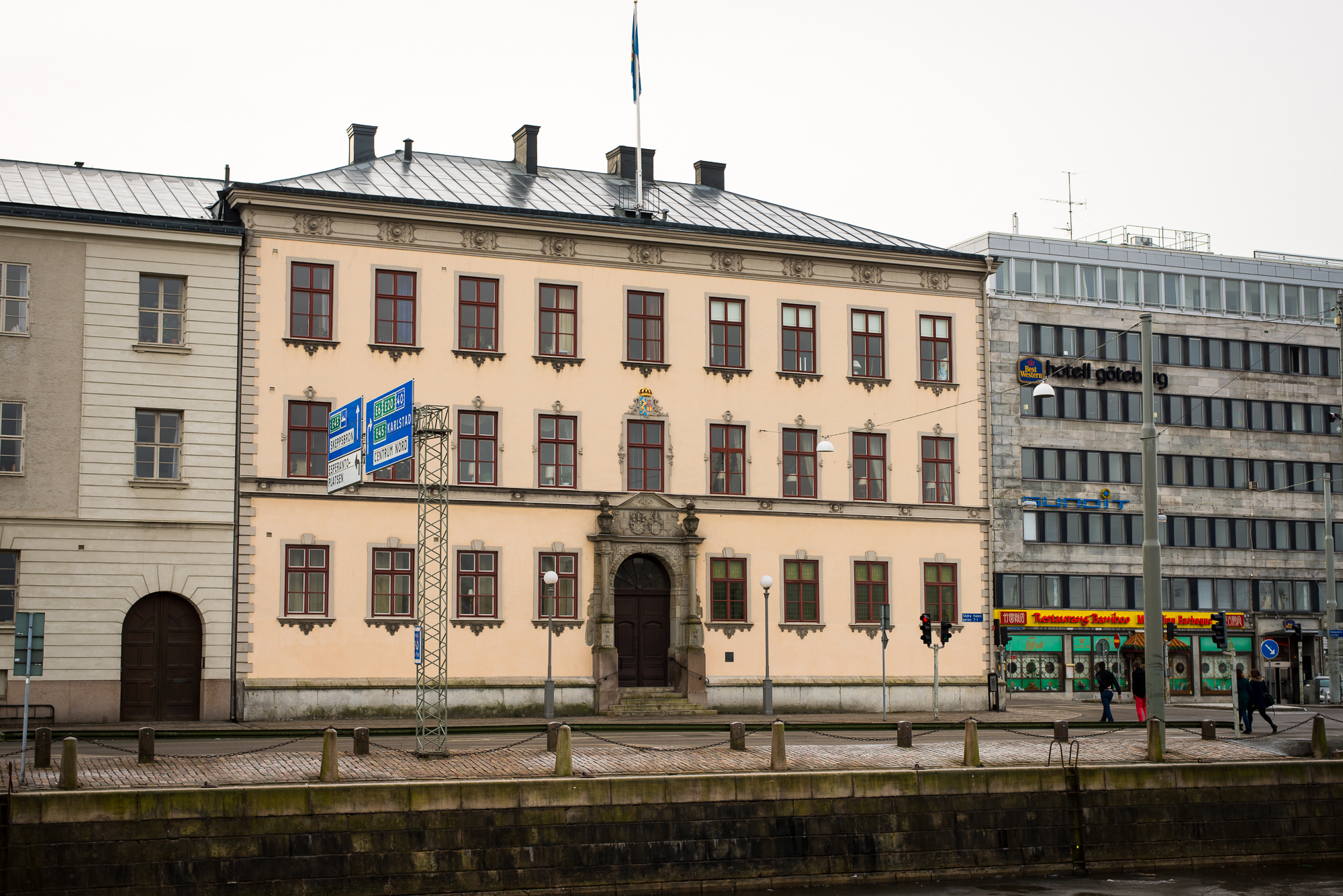
Residentie van Västre Götalands län in Göteborg

Västra Götalands län, provincie Västra Götaland, is een län, een provincie in het zuidwesten van Zweden. Het grenst aan vijf andere Zweedse provincies: Värmlands län, Örebro län, Östergötlands län, Jönköpings län en Hallands län, aan de provincie Østfold in Noorwegen en het ligt in het westen aan het Skagerrak. Västra Götalands län valt voor een groot deel samen met het landschap Västergötland.
De hoofdstad van Västra Götalands län is Göteborg, de op een na grootste stad van Zweden. De provincie heeft een oppervlakte van 23.942 km² en had 1.742.917 inwoners in 2021.
De provincie ontstond op 1 januari 1998 na het samenvoegen van de provincies Göteborgs och Bohus län, Skaraborgs län en Älvsborgs län.

## Bestuur
Västra Götalands län heeft, zoals alle Zweedse provincies, een meerduidig bestuur. Binnen de provincie vertegenwoordigt de landshövding de landelijke overheid. Deze heeft een eigen ambtelijk apparaat, de länsstyrelse. Daarnaast bestaat de landsting, dat feitelijk een eigen orgaan is naast het län, en dat een democratisch bestuur, de landstingsfullmäktige, heeft dat om de vier jaar wordt gekozen.

### Landshövding
Anders Danielsson is sinds september 2017 de vertegenwoordiger van de rijksoverheid in Västra Götalands län, een onafhankelijk politicus die eerder aan het hoofd stond van Säkerhetspolisen en het Zweedse migratiebureau.

### Landsting
De Landsting, formeel Västra Götalands läns landsting, wordt bestuurd door de landstingsfullmäktige die sinds 2011 meer bevoegdheden heeft. De raad staat nu bekend als regionfullmäktige en telt 149 leden. Zij kiezen een dagelijks bestuur, de regionstyrelsen. Deze bestaat uit een minderheidscoalitie van de burgerlijke partijen met de Centrumpartij, Liberalen, Christendemocraten en Moderaterna, aangevuld met de Groenen.
Bij de laatste verkiezingen, in 2018, was de zetelverdeling in de regionfullmäktige:
- Vänsterpartiet V: 15 zetels
- Sveriges Socialdemokratiska Arbetareparti S: 41 zetels
- Miljöpartiet de Gröna MP: 7 zetels
- Sverigedemokraterna SD: 20 zetels
- Demokraterna D: 5 zetels
- Centerpartiet C: 12 zetels
- Liberalerna L: 10 zetels
- Kristdemokraterna KD: 11 zetels
- Moderata samlingspartiet M: 28 zetels

## Gemeenten
| - Ale - Alingsås - Åmål - Bengtsfors - Bollebygd - Borås - Dals-Ed - Essunga - Falköping - Färgelanda - Göteborg - Götene - Grästorp | - Gullspång - Härryda - Herrljunga - Hjo - Karlsborg - Kungälv - Lerum - Lidköping - Lilla Edet - Lysekil - Mariestad - Mark - Mellerud | - Mölndal - Munkedal - Öckerö - Orust - Partille - Skara - Skövde - Sotenäs - Stenungsund - Strömstad - Svenljunga - Tanum - Tibro | - Tidaholm - Tjörn - Töreboda - Tranemo - Trollhättan - Uddevalla - Ulricehamn - Vänersborg - Vara - Vårgårda |

Blekinge län · Dalarnas län · Gävleborgs län · Gotlands län · Hallands län · Jämtlands län · Jönköpings län · Kalmar län · Kronobergs län · Norrbottens län · Örebro län · Östergötlands län · Skåne län · Södermanlands län · Stockholms län · Uppsala län · Värmlands län · Västerbottens län · Västernorrlands län · Västmanlands län · Västra Götalands län